# Ugyops maculipennis
Ugyops maculipennis är en insektsart som beskrevs av Schmidt 1926. Ugyops maculipennis ingår i släktet Ugyops och familjen sporrstritar. Inga underarter finns listade i Catalogue of Life.